# Улица Гончарова (Владикавказ)
Улица Гончарова — улица в городе Владикавказ, Северная Осетия, Россия. Находится в Затеречном муниципальном округе между улицами Грибоедова и Барбашова. Начинается от улицы Грибоедова.

## Расположение
Улицу Грибоедова пересекают улицы Митькина, Братьев Темировых, Серафимовича, Шота Руставели, Цомака Гадиева, Мамсурова, Генерала Плиева, Митькина, Дзержинского, Кубалова, Нальчикская, Первомайская, Улица Братьев Газдановых, Кцоева и Гагарина.
От улицы Гончарова начинается Ушинского и на ней заканчиваются Пироговская улица и Тракторный переулок.

## История
Улица названа в честь Героя Советского Союза Николая Гончарова.
Улица образовалась из двух частей. Северная часть современной улицы образовалась во второй половине XIX века. Впервые упоминается под названием Западная улица в 1911 году на плане областного города Владикавказа Терской области. В 1937 году северная часть улицы упоминается как улица Первая линия в списке улиц и переулков г. Орджоникидзе.
Южная часть улицы образовалась в конце XIX века. Впервые эта часть современной улицы упоминается в 1911 году как Первая улица на плане областного города Владикавказа Терской области.
15 апреля 1975 года решением Исполкома Орджоникидзевского городского совета народных депутатов Западная улица была переименована в улицу Гончарова «в ознаменование 30-летия Победы советского народа в Великой Отечественной войне и в целях увековечения памяти Героя Советского Союза Николая Андреевича Гончарова».

## Объекты
Достопримечательности
На пересечении с улицами Генерала Плиева и Митькина находится Тургеневский сквер, который является памятником природы регионального значения.

## Источник
- Владикавказ. Карта города, 2011.
- Кадыков А. Н. Улицы, переулки, площади и проспекты г. Владикавказа: справочник. — Владикавказ: Респект, 2010. — С. 105—107. — С. 512 — ISBN 978-5-905066-01-6
- Торчинов В. А., Владикавказ., Краткий историко-краеведческий справочник, Владикавказ, Северо-Осетинский научный центр, 1999, стр. 95, 100, 109, ISBN 5-93000-005-0